# Федотов, Дмитрий Михайлович
Дми́трий Миха́йлович Федо́тов (30 октября 1888, Санкт-Петербург — 25 сентября 1972) — русский, советский биолог, основатель кафедры зоологии и сравнительной анатомии, декан физико-математического факультета (1921), основатель музея зоологии и беспозвоночных Пермского университета, основатель и первый директор Камской биологической станции, заместитель директора Института эволюционной морфологии (1944–1949). Заслуженный деятель науки РСФСР. Разработчик мер борьбы с вредной черепашкой.

## Биография
В 1910 году окончил естественный разряд физико-математический факультет Петербургского университета и был оставлен при нем для подготовки к профессорскому званию. После защиты в 1916 году магистерской диссертации был избран приват-доцентом Петроградского университета по кафедре зоологии и сравнительной анатомии.
В этот же год ему предложено занять должность заведующего кафедрой зоологии и сравнительной анатомии физико-математического факультета — первой биологической кафедры Пермского университета. Для работы на кафедре он пригласил увлеченных своим делом биологов: А. О. Таусон, В. Н. Беклемишева, А. А. Любищева, П. Г. Светлова , Б. В. Властова, выступив в качестве одного из основателей биологического факультета. На кафедре был создан кабинет зоологии, впоследствии преобразованный в музей беспозвоночных животных. Экспонаты для музея Д. М. Федотов собрал во время поездки в Японию в 1917 году.
Первые научные статьи посвящены фауне и систематике пауков. В дальнейшем эти исследования продолжил его первый пермский ученик Д. Е. Харитонов.
Занимался общими вопросами биологии: морфологией и филогенией иглокожих, эволюционными проблемами иглокожих, кишечножаберных и хордовых. Полученные им данные вошли в учебники и признаны классическими.
Одновременно с организацией кафедры зоологии в университете Д. М. Федотов при участии А. А. Заварзина, А. А. Рихтера, П. В. Сюзева  в 1918 году создал Камскую биологическую станцию в Нижней Курье близ Перми и был первым её директором. Именно в эти годы были начаты фаунистические и экологические исследования беспозвоночных животных Западного Урала.
В 1920–1921 году — декан физико-математического факультета Пермского университета. C 30 июня 1921 года функции декана факультета фактически переходят к А. А. Рихтеру (1 августа 1921 А. А. Рихтер избирается ректором).
C 30 июня 1921 года по 1 августа 1921 года Д. М. Федотов выполняет обязанности ректора Пермского университета.
В 1922 году заведование кафедрой зоологии беспозвоночных было передано В. Н. Беклемишеву: Д. М. Федотов вернулся в Ленинград, где занял должность старшего зоолога в зоологической лаборатории АН СССР, оставаясь еще в течение двух лет сверхштатным профессором Пермского университета. Он продолжает исследования иглокожих, начатое в Пермском университете, сочетая научную работу с чтением лекций по палеонтологии в Горном институте.
В 1935 году, переехав в Москву, возглавляет лабораторию морфологии беспозвоночных Института морфологии животных им. А. Н. Северцева АН СССР. В конце 1930-х годов он читал в Московском университете курс лекций по геологической истории беспозвоночных. С 1941 года, когда война обострила борьбу за полноценный урожай зерновых, лаборатория Д. М. Федотова перешла к изучению биологии вредной черепашки для рационализации борьбы с этим вредителем. В то же время не прекращались исследования по иглокожим и теории эволюции. С 1944 по 1949 год Д. М. Федотов был заместителем директора Института эволюционной морфологии.

## Научная работа
Первые научные статьи Д. М. Федотова посвящены фауне и систематике пауков. В дальнейшем эти исследования продолжил его первый пермский ученик Д. Е. Харитонов. Позднее Д. М. Федотов занимался общими вопросами биологии: морфологией и филогенией иглокожих, эволюционными проблемами иглокожих, кишечножаберных и хордовых: “Каменноугольные пластинчатожаберные моллюски Донецкого бассейна” (1932), “Иглокожие” в Основы палеонтологии (1934), “Вредная черепашка” (1960), “Эволюция и филогения беспозвоночных животных” (1966), “Вопросы функциональной морфологии и эмбриологии насекомых” (1968). Полученные им данные вошли в учебники и признаны классическими.

## Избранные труды
- Федотов Д. М. Каменноугольные пластинчатожаберные моллюски Донецкого бассейна. М.: Гос. научно-тех. геологоразведочное изд-во, 1932. 241 С.
- Федотов Д. М. Вредная черепашка. Сборник работ Лаборатории морфологии беспозвоночных. Т. 4. М.: Издат. Акад. Наук СССР, 1960. 239 с.
- Федотов Д. М. Эволюция и филогения беспозвоночных животных. М.: Наука, 1966. 404 с.
- Федотов Д. М. Вопросы функциональной морфологии и эмбриологии насекомых. М.: Наука, 1968. 162 с.

## Награды и звания
- орден Ленина
- орден Трудового Красного Знамени (10.06.1945)
- Заслуженный деятель науки РСФСР